# Blanche Funch
Blanche Maria Adelaide Funch (11. juni 1910 i København – 28. januar 1989) var en dansk skuespillerinde.
Udgik fra Det kongelige Teaters elevskole og debuterede på teatret i 1934.
Engageret ved Odense Teater 1944-1945 og vendte senere tilbage til Det kongelige Teater. Hun huskes for sin udførelse af etatsrådinde Herming i Nathansens Indenfor Murene, en rolle som hun spillede gennem næsten 40 år.
Hun var gift, først med skuespiller og instruktør Asmund Rostrup, og senere med skuespilleren Pouel Kern.

## Filmografi
- Sørensen og Rasmussen – 1940
- Mit liv er musik – 1944
- Hatten er sat – 1947
- Der er et yndigt land – 1983